# Гоноподій

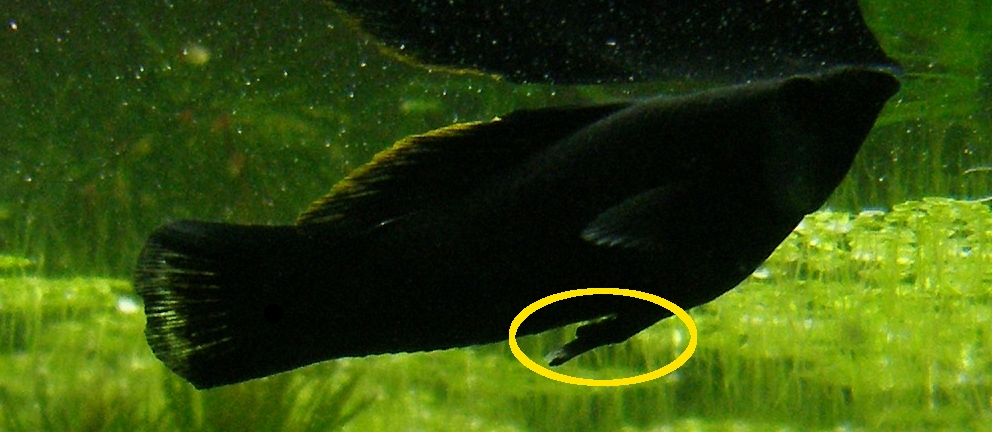
Гоноподій самця молінезії

Гоноподій – рухливий непарний копулятивний орган деяких живородних риб, утворений в результаті зміни будови анального плавця. Він має канавку по якій сперма потрапляє до статевого отвору самиці. У молодих самців анальні плавці мають таку ж будову як і у самиць. У процесі статевого дозрівання декілька променів анального плавця видовжуються, утворюють крючкоподібні вирости та перетворюються на гоноподій. Гоноподій має розвинену систему кровоносних судин та нервів, що дозволяє самцю контролювати процес копуляції. До гоноподія прикріплюються кілька м'язів, які приводять його у стан "ерекції". 